# Фирнузская епархия
Фирнузская епархия Киликийского патриархата Армянской Апостольской церкви (арм. Հայ Առաքելական եկեղեցու Կիլիկիայի պատրիարքության Ֆիրնուզի թեմ) — упразднённая после Геноцида армян 1915 года аббатская епархия Армянской Апостольской церкви в составе Киликийского патриархата.
В юрисдикцию Фирнузской епархии входило фирнузское найэ в Османской империи. По данным на 1911 год количество верующих Армянской Апостольской церкви — 7.000, общин — 7. 
Епархия имела 10 церквей.